# Арапов, Борис Александрович
Бори́с Алекса́ндрович Ара́пов (30 августа (12 сентября) 1905, Санкт-Петербург — 27 января 1992, там же) — советский композитор и педагог.
Первые уроки музыки преподала ему мать, затем он занимался у пианистки Зайцевой-Жукович, с девяти лет начал сочинять музыку. В 1921 году Арапов начал обучаться игре на фортепиано у Марии Юдиной и Самария Савшинского, но травма руки не позволила ему продолжить карьеру пианиста, и в 1923 году он поступил на композиторское отделение Петроградской консерватории, где его учителями были Владимир Щербачёв и Михаил Чернов. По окончании консерватории Арапов преподавал теоретические дисциплины в Центральном музыкальном техникуме, работал в Институте истории искусств. В 1930 году получил место преподавателя в Ленинградской консерватории, а через десять лет (1940) — звание профессора. Среди учеников Арапова — Борис Архимандритов, Геннадий Банщиков, Леонид Десятников, Александр Кнайфель, Сергей Слонимский, Дмитрий Толстой, Владислав Успенский, Юрий Фалик, Георгий Фиртич, Владимир Цытович, Исаак Шварц и многие другие известные представители ленинградской композиторской школы. С 1951 года заведовал кафедрой инструментовки, с 1974 по 1992 — кафедрой композиции.
Помимо работы в консерватории, Арапов занимался административной деятельностью в Союзе композиторов СССР и его ленинградском отделении. Арапов — заслуженный деятель искусств Узбекской ССР (1944) и РСФСР (1957), народный артист РСФСР (1976), кавалер орденов Трудового Красного Знамени (1953) и Ленина (1986).
В творчестве Арапова доминируют масштабные оркестровые сочинения, в которых часто присутствует программа. Важное место в произведениях композитора занимают элементы народной музыки, которую он активно изучал, находясь в Армении, Грузии, Узбекистане, Китае и Корее.
Произведения Бориса Арапова исполняли и записывали Григорий Соколов (сонаты, Концерт для фортепиано, скрипки, ударных и камерного оркестра), Даниил Шафран (Соната для виолончели), Геннадий Рождественский («Русские сезоны»), Арвид Янсонс (Концерт для скрипки с оркестром) и другие выдающиеся музыканты.

## Основные сочинения
Оперы
- «Ходжа Насреддин» (1944)
- «Фрегат „Победа“» (1957)
- «Дождь» (1967)

Балет
- «Портрет Дориана Грея» (1971)

Оркестровые произведения
- Симфония № 1 (1947)
- Фугато (1927)
- «Таджикская сюита» (1938)
- «Русская сюита» (1951)
- Симфония № 2 «Свободный Китай» (1959)
- Симфония № 3 (1962)
- Концерт для скрипки с оркестром (1964)
- Концерт для оркестра (1969)
- Концерт для фортепиано, скрипки, ударных и камерного оркестра (1973)
- Симфония № 4 (1977)
- Симфония №5 (1981)
- Симфония №6 (1985)
- Симфоническая поэма по прочтении романа Чингиза Айтматова "Плаха"(1987)
- Симфония №7 (1991)
- Музыка для виолончели. фортепиано. ударных и струнного оркестра («Откровение Иоанна Богослова») (1989)

Вокально-оркестровые произведения
- Цикл песен на стихи Пушкина (1937)
- «Походная песня геологов» (1933)
- «Песни протеста» для баса и эстрадного оркестра (1940)
- «Джелал-Эддин» (оратория; 1944)

Камерно-инструментальные произведения
- Вариации для фортепиано (1929)
- Соната для скрипки соло (1930)
- Юмореска для фортепиано (1937)
- Трио для кларнета, скрипки и фортепиано (1943)
- Десять узбекских песен для фортепиано (1944)
- Шесть пьес для фортепиано (1955)
- Этюд-скерцо для фортепиано (1967)
- Соната для фортепиано (1970)
- Три пьесы для фортепиано (1976)
- Соната для фортепиано №2, посвящается Г. Соколову (1978)
- Соната для фортепиано №3
- Соната для скрипки и фортепиано. Памяти М. Ваймана (1978)
- Соната для валторны и фортепиано (1981)
- Пять пьес для фортепиано (1983)
- Соната для виолончели и фортепиано, посвящается Д. Шафрану (1985)
- Соната для фортепиано №4 (1990)
- Соната для фортепиано №5, посмертная редакция С. Слонимского (1992)

Камерно-вокальные произведения
- Песни на стихи А. Блока для голоса и фортепиано
- «Монолог» на стихи А. Вознесенского для баритона, трубы, ударных и фортепиано (1969)
- Обработки народных песен
- Сонеты Петрарки. Вокальный цикл для меццо-сопрано и фортепиано (1975)
- Два монолога на стихи Б. Пастернака (1980)
- Вокальный цикл на стихи А. Ахматовой, О. Берггольц, О. Мандельштама, М. Дудина (1988)
- Вокальный цикл «Душа и тело» на стихи Н. Гумилева и О. Мандельштама (1991)

Музыка к кинофильмам
- 1932 — Победители ночи (о походе «Малыгина» в 1931 году)
- 1935 — Лунный камень («Памир»)
- 1940 — Переход
- 1942 — Его зовут Сухэ-Батор
- 1943 — Насреддин в Бухаре
- 1954 — Кортик
- 1990 — История болезни